# Zaczarowana wyspa (opera)
Zaczarowana wyspa (The Enchanted Island) – współczesne pasticcio barokowych arii z oper Händla, Vivaldiego, Rameau, Campry, Leclaira – libretto Jeremy Sams. 
Jeremy Sams połączył w operze wątki z dwóch dramatów Szekspira – kochankowie ze Snu nocy letniej w wyniku morskiej katastrofy lądują na tajemniczej wyspie z Burzy.
Premiera opery odbyła się w Metropolitan Opera 31 grudnia 2011, orkiestrę i śpiewaków poprowadził William Christie, a baśniową inscenizację przygotował Phelim McDermott.
Wykonawcy: 
- Ariel (sopran) – Danielle de Niesie
- Miranda (sopran) – Lisette Oropesa
- Sycorax (mezzosopran) – Joyce DiDonato
- Prospero (kontratenor) – David Daniels
- Ferdinand (kontratenor) – Anthony Roth Costanzo
- Neptune (tenor) – Plácido Domingo
- Caliban (baryton) – Luca Pisaroni
- Helena (sopran) – Layla Claire
- Hermia (mezzosopran) – Elizabeth DeShong
- Demetrius (tenor) – Paul Appleby
- Lysandre (baryton) – Elliot Madore